# Nuraghéite
La nuraghéite est un rare molybdate de thorium naturel, de formule Th(MoO4)2·H2O, découvert à Su Seinargiu, Sarroch, Cagliari, Sardaigne, Italie . Cette localité est aussi un lieu de découverte de l'autre molybdate de thorium, l'ichnusaïte, un trihydrate. Décrite en 2015, l'IMA lui a attribué en 2021 le symbole Nur.

## Occurrence et association
La nuraghéite fait partie de la minéralisation molybdène-bismuth. Elle coexiste avec l'ichnusaïte, la muscovite et la xénotime-(Y). 
Elle s'est formée dans à faible profondeur dans le mode paragénétique 22 (Hydratation et faible 𝑇 altération aqueuse du sous-sol). L'hydratation et l'altération aqueuse se passent à basse température d'un large éventail de lithologies dans des environnements souterrains peu profonds doivent s'être produites dès que les roches de surface ont été exposées à l'eau.